# 1615
1615 (MDCXV) fue un año común comenzado en jueves según el calendario gregoriano.

## Acontecimientos
- 25 de marzo: en el Paraguay, a orillas del río Paraná, el jesuita Roque González de Santa Cruz (más tarde canonizado por la Iglesia católica como primer santo del Paraguay) funda la aldea de Encarnación.
- 16 de junio: en Vrindávana (India), el escritor bengalí Krisnadás Kavirás Gosuami (1496-1588) termina de escribir el Chaitania-charita-amrita, una hagiografía del santón Chaitania (1486-1534).
- 25 de junio: a orillas del río Paraná, en el norte de la provincia de Buenos Aires (virreinato del Perú, actual Argentina) y a 150 km al noroeste de la ciudad de Buenos Aires, se funda la aldea de Baradero.
- 21 de julio: en la catedral de Lima, se declara el patrocinio de la Virgen de la Merced sobre la ciudad de Lima y el puerto del Callao.
- 16 de septiembre: en Chile, un terremoto de 7.5 sacude la ciudad de Arica causando un pequeño maremoto y daños moderados.
- Sanctorius, médico italiano, inventa el primer termómetro para tomar la temperatura humana.

## Arte y literatura
- Primera edición de la "Segunda parte del Ingenioso caballero don Quijote de la Mancha" de Miguel de Cervantes.

## Nacimientos
- 27 de enero: Nicolás Fouquet, estadista francés (f. 1683)
- 5 de noviembre: Ibrahim I, sultán del Imperio otomano (f. 1648)
- Cristóbal Galán, compositor valenciano.
- Frans van Schooten, matemático y profesor neerlandés.
- Salvatore Rosa Nápoles, pintor, poeta y músico aguafuertista barroco.
- 12 de noviembre: Richard Baxter, teólogo puritano inglés, poeta y escritor de himnos (f. 1691)

## Fallecimientos
- 3 de junio: Sanada Yukimura, samurái japonés (n. 1567).
- 23 de diciembre: Bartolomeo Schedoni, pintor italiano (n. 1578)
- Alonso Pérez de Guzmán (VII duque de Medina Sidonia), aristócrata y militar español.
- Felipe Guamán Poma de Ayala, cronista peruano.